# Jordi Basté
Jordi Basté i Duran (Barcelona, 1965) es un presentador de radio y televisión español. Actualmente, es el director y presentador del programa matinal El món a RAC 1 (RAC 1).

## Biografía

### Radio
Trabajó durante veintidós años en Catalunya Ràdio, donde colaboró en las retransmisiones de fútbol de Joaquim Maria Puyal y se encargaba de las retransmisiones de baloncesto. También presentó el programa La jornada, en las tardes de los domingos, y el programa deportivo nocturno No ho diguis a ningú.

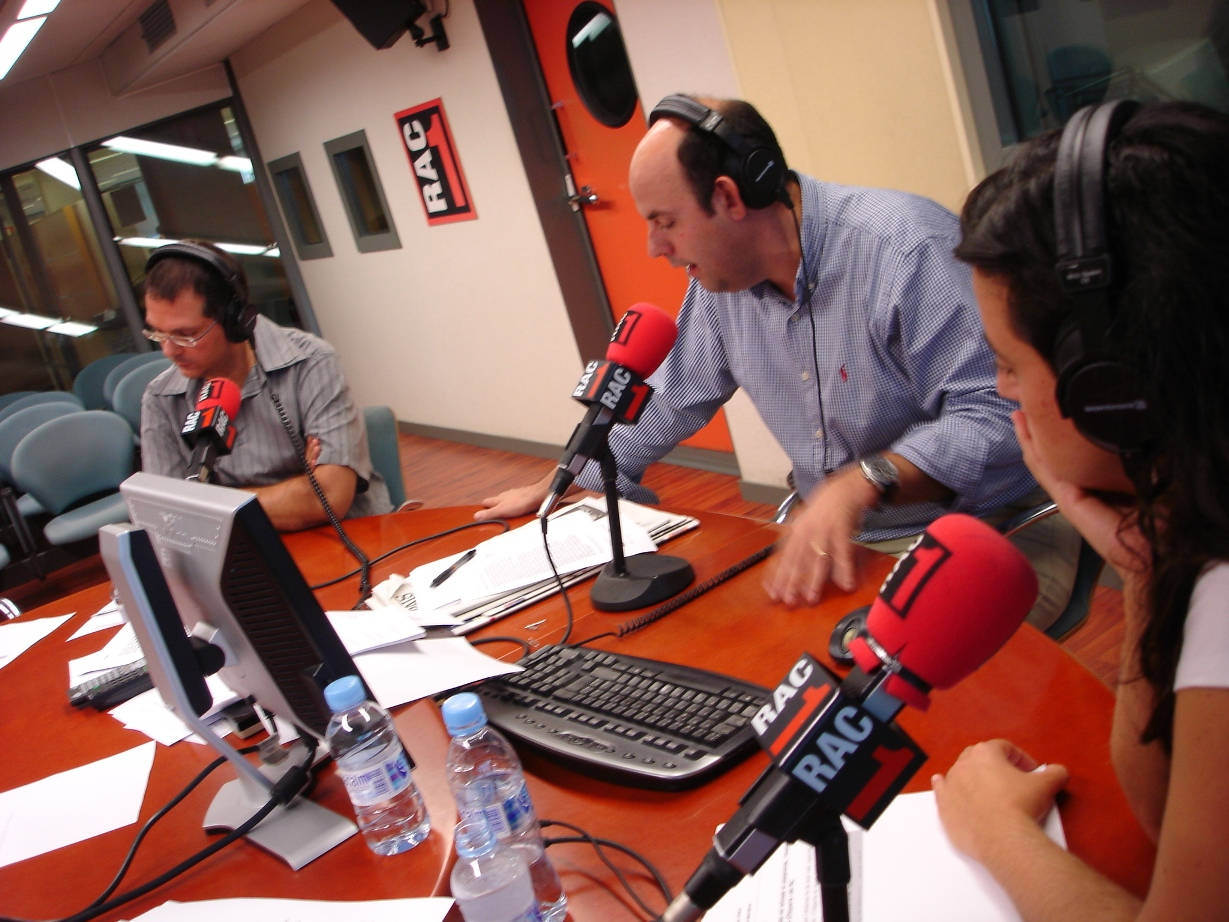
Jordi Basté conduciendo El Món a RAC1 (2008)

En 2004 abandonó Catalunya Ràdio por desacuerdos con la nueva directora, Montserrat Minobis, y se incorporó a RAC1, donde fue presentador jefe de deportes y el presentador del programa deportivo nocturno Tu diràs. En 2007 sustituyó a Xavier Bosch al frente de El món a RAC 1, dejando el cargo de jefe de deportes. Con este cambio, Basté dio un giro a su carrera: hasta entonces estrechamente ligada al seguimiento de la actualidad deportiva. Tras su llegada a dicho programa, Basté y su equipo han triplicado la audiencia y se ha situado como el programa de radio más escuchado de Cataluña y con la franja horaria de ocho a nueve de la mañana como la más escuchada de la historia de la radio catalana: 270 mil oyentes.

### Televisión
En televisión, trabajó como redactor del programa de Bàsquetmania (TV3) y como codirector y presentador de Gol a gol (Canal 33). Desde el año 2001 hasta el 2003. Colabora cada lunes, desde 2011, en el programa 8 al día de 8TV. En el año 2019, vuelve a TV3, para presentar un programa de ciencia y tecnología llamado "No pot ser".

### Prensa escrita
Ha publicado artículos a El 9, Avui, El Mundo Deportivo y en La Vanguardia.

### Libros publicados
- L'esport als Matins de Catalunya Ràdio. Barcelona, La Magrana, 1997.
- El Barça del canvi. Una cronologia personal. Barcelona, La esfera de los libros, 2007.
- "Crisi, mentides i grans oportunitats". Barcelona. Columna 2009
- "En efectiu o amb targeta". Barcelona. Columna. 2010
- "Sapigueu que..." Barcelona. Columna 2011

## Premios
- 2005 - Premio Ràdio Associació a la innovación por la transmisión en directo desde Fresno, en los Estados Unidos, del Congresos de la Federación Internacional de Patinaje (FIRS).
- 2006 - Premio Ràdio Associació al mejor profesional.
- 2010 - Premio Nacional de Radio otorgado por la Generalidad de Cataluña.
- 2010 - Premio Nacional de Radio "Premi Salvador Escamilla" al mejor programa de radio de Cataluña por El Món a RAC1.
- 2010 - Premio Protagonistas de comunicación otorgado por Punto Radio y Luis del Olmo.
- 2012 - Premio Ondas de radio por su trayectoria profesional.
- 2016 - Premio Rey de España de Periodismo en la Categoría Radio por el especial "Atentados de París"
- 2018 - Premio Ondas al mejor presentador radiofónico.

- Datos: Q427056
- Multimedia: Jordi Basté / Q427056